# Palais Herberstein (Graz, Sackstraße)
Le Palais Herberstein est un palais de Graz, dans l'arrondissement de l'Innere Stadt, dans la Sackstraße. Il abrite la section de l'Histoire du Musée universel de Joanneum.

## Histoire
Le palais au Sackstraße 16 se situe entre le palais Kellersperg et le palais Khuenburg.
La veuve de Wilhelm von Gera, propriétaire à partir de 1591, Elisabeth von Schärffenberg, le vend en 1602 à Hans Ulrich von Eggenberg. Après que son fils, Johann Anton, acquiert la maison voisine, les deux maisons sont transformées en palais de ville pour la famille Eggenberg. Après l'extinction de la lignée masculine, il est hérité en 1742 par la famille Herberstein. Le comte Johann Leopold von Herberstein confie à Joseph Hueber, maître d'œuvre du baroque styrien, la reconstruction dans le style du baroque tardif. Le stuc et les poêles rococo sont créés par Heinrich Formentini.
À partir de 1834, la duchesse Marie-Caroline de Bourbon-Siciles vit dans le palais et y installe sa collection de peintures et d'art. En 1837, elle s'installa au château de Brunnsee, dans le sud de la Styrie. Au milieu du XIXe siècle, le Beletage sert pour des événements. À partir de 1878, le palais Herberstein abrite le tribunal de district avec la salle d'audience du jury et le bureau d'enregistrement immobilier. En 1928, la famille Herberstein transfère le palais à une coopérative de vente à grande échelle. Depuis 1939, la propriété du palais Herberstein est à la commune de Graz. Jusqu'en 2009, la Neue Galerie du Musée universel de Joanneum est hébergée dans les locaux. Le Museum im Palais est présent ici de 2011 à avril 2017. À la suite d'une réorientation fondamentale de son site, le musée d'Histoire est hébergé dans le palais Herberstein depuis le 28 avril 2017, regroupant à la fois la collection d'histoire culturelle et les collections multimédias du Musée universel de Joanneum.

## Architecture
Le complexe du Palais Herberstein se compose de trois ailes, chacune de trois étages et de deux cours, qui s’étendent jusqu’au Schlossbergfelsen. À l'arrière de la cour gauche, des niches sont creusées dans le rocher du Schloßberg, qui servaient d'étable. Le noyau remonte au XVIe siècle et est complété par une conversion baroque. Les deux puissants portails à battants en fer sont posés en 1640. La décoration à l'origine simple est remplacé au XVIIIe siècle par un baroque conçu par Joseph Hueber. Les pilastres reposent sur des corbeaux. Ils portent un toit incurvé. Les clés de voûte sont décorées avec un motif de vrille. Le rez-de-chaussée est massivement modifié par l'incorporation de locaux commerciaux. La cour nord est reliée par un passage qui le relie au sud. La façade de la barre transversale est conçue comme une pièce maîtresse. Il a une zone de grenier avec un blason d'alliance des familles Eggenberg et Herberstein, créé par le sculpteur Johannes Piringer. Au-dessus, il y a trois vases en pierre. La façade des cours est conçue plus simplement contre le Schloßberg.
Une particularité du Palais Herberstein est l'escalier construit par Joseph Hueber de 1754 à 1757 dans l'aile centrale. Il est accessible depuis les deux fermes. L'escalier d'honneur est l'une des plus belles installations baroques de Styrie. Outre une grille en fer forgé de fer forgé de style Rococo, il est équipé de couples de putti en grès, qui sert de porte-lanterne. Les figures sont conçues par l'artiste sud-tyrolien Veit Königer. Toutes les fresques du plafond représentant l'entrée de Ganymède dans l'Olympe et les Quatre saisons (1756) sont attribuées au peintre Philipp Carl Laubmann. Au deuxième étage, une pièce ovale jouxte la cage d'escalier, avec également une fresque au plafond de Laubmann.
Le Beletage, appelé ici "Nobletage", se situe au deuxième étage. Les portes des pièces principales ont des cadres sculptés. La galerie des glaces est décorée en blanc et or. En raison de leur papier peint, les salles suivantes sont appelées salons jaune et rouge. Parmi les poêles de Heinrich Formentini, un seul est conservé dans la galerie des glaces et un dans le salon rouge. Les deux peintures dans l’armoire de la cheminée montrent des scènes pastorales. La peinture dans la salle de conférence date du troisième quart du XVIIIe siècle et représente Hans Ulrich von Eggenberg.

## Source
- (de) Cet article est partiellement ou en totalité issu de l’article de Wikipédia en allemand intitulé « Palais Herberstein (Graz, Sackstraße) » (voir la liste des auteurs).